# Роан Денніс
Роан Денніс  (англ. Rohan Dennis, 28 травня 1990) — австралійський велогонщик, дворазовий чемпіон світу з велотреку та чотириразовий чемпіон світу з шосейних велогонок, олімпійський медаліст.

## Виступи на Олімпіадах
| Олімпіада           | Дисципліна                                 | Місце |
| ------------------- | ------------------------------------------ | ----- |
| Лондон 2012         | Командна гонка переслідування, 4000 метрів | 2     |
| Ріо-де-Жанейро 2016 | групова шосейна гонка                      | DNF   |
| Ріо-де-Жанейро 2016 | роздільна шосейна гонка                    | 5     |
| Токіо 2020          | роздільна шосейна гонка                    | 3     |

## Особисте життя
30 грудня 2023 року, за інформацією австралійських ЗМІ, на півночі Аделаїди сталася аварія за участю Роана Денніса. Він звинувачується у вбивстві своєї дружини, відомої спортсменки Мелісси Госкінс. Повідомляється, що Денніс машиною збив Хоскінс, після чого 32-річну жінку доправили до лікарні, де вона вночі померла від травм. Денніса було заарештовано за звинуваченням у заподіянні смерті внаслідок небезпечного водіння, водіння без належної обережності та створення загрози життю, однак в подальшому його було звільнено після внесення застави. Суд у справі про смерть Хоскінс очікується у березні 2024 року.

## Зовнішні посилання
- Роан Денніс — олімпійська статистика на сайті Sports-Reference.com (англ.) (архівна версія)